# Azul e Branco do Salgueiro
Azul e Branco foi uma tradicional escola de samba da cidade do Rio de Janeiro, situada no Morro do Salgueiro. 
A agremiação foi campeã do segundo concurso oficial de escolas de samba, em 1933.
Com o enredo "Triunfo ao samba", não obteve classificação no ano seguinte, tanto no desfile ofical, quanto no desfile extra-oficial. Também não foi julgada em 1935, quando desfilou com o enredo "Uma manhã no Salgueiro, o berço do samba".
Em 1953, fundiu-se com a escola Depois eu Digo, da mesma localidade, para fundar o Acadêmicos do Salgueiro.